# Долуш
45°30′ пн. ш. 14°55′ сх. д. / 45.50° пн. ш. 14.91° сх. д.
Долуш (хорв. Doluš) — населений пункт у Хорватії, у Приморсько-Горанській жупанії у складі громади Брод-Моравиці.

## Населення
Населення за даними перепису 2011 року становило 2 осіб.
Динаміка чисельності населення поселення:

## Клімат
Середня річна температура становить 9,06 °C, середня максимальна – 22,42 °C, а середня мінімальна – -5,95 °C. Середня річна кількість опадів – 1411 мм.
| Клімат поселення                              | Клімат поселення | Клімат поселення | Клімат поселення | Клімат поселення | Клімат поселення | Клімат поселення | Клімат поселення | Клімат поселення | Клімат поселення | Клімат поселення | Клімат поселення | Клімат поселення | Клімат поселення |
| Показник                                      | Січ.             | Лют.             | Бер.             | Квіт.            | Трав.            | Черв.            | Лип.             | Серп.            | Вер.             | Жовт.            | Лист.            | Груд.            |                  |
| Середній максимум, °C                         | 5,95             | 7,26             | 10,45            | 14,56            | 19,00            | 22,42            | 22,41            | 22,00            | 18,16            | 13,54            | 8,25             | 4,68             |                  |
| Середня температура, °C                       | 0,00             | 1,31             | 4,50             | 8,61             | 13,04            | 16,47            | 18,37            | 17,94            | 14,12            | 9,50             | 4,20             | 0,65             |                  |
| Середній мінімум, °C                          | −5,95            | −4,64            | −1,45            | 2,66             | 7,09             | 10,51            | 14,32            | 13,92            | 10,09            | 5,49             | 0,17             | −3,4             |                  |
| Норма опадів, мм                              | 81               | 84               | 102              | 115              | 104              | 130              | 103              | 116              | 137              | 160              | 160              | 119              |                  |
| Середньомісячна швидкість вітру, м/с          | 1.74             | 1.92             | 2.21             | 2.16             | 2.04             | 1.88             | 1.81             | 1.77             | 1.67             | 1.76             | 1.89             | 1.86             |                  |
| Середньомісячна сонячна радіація, кДж/м²·день | 4118             | 6895             | 10219            | 14562            | 18676            | 20360            | 21622            | 18322            | 13391            | 8620             | 4553             | 3391             |                  |
| --------------------------------------------- | ---------------- | ---------------- | ---------------- | ---------------- | ---------------- | ---------------- | ---------------- | ---------------- | ---------------- | ---------------- | ---------------- | ---------------- | ---------------- |
| Джерело:                                      |                  |                  |                  |                  |                  |                  |                  |                  |                  |                  |                  |                  |                  |